# 烏圖阿多

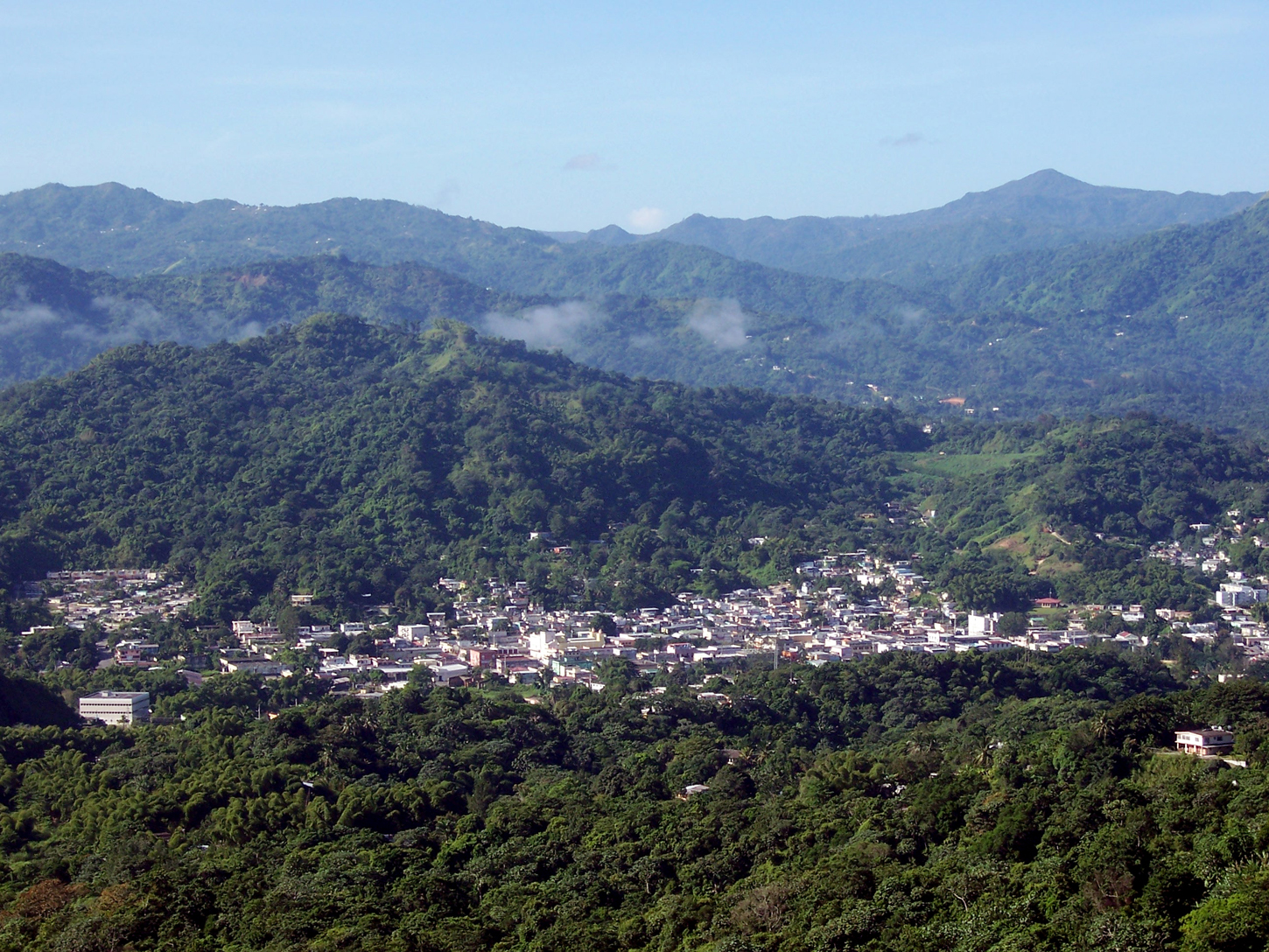

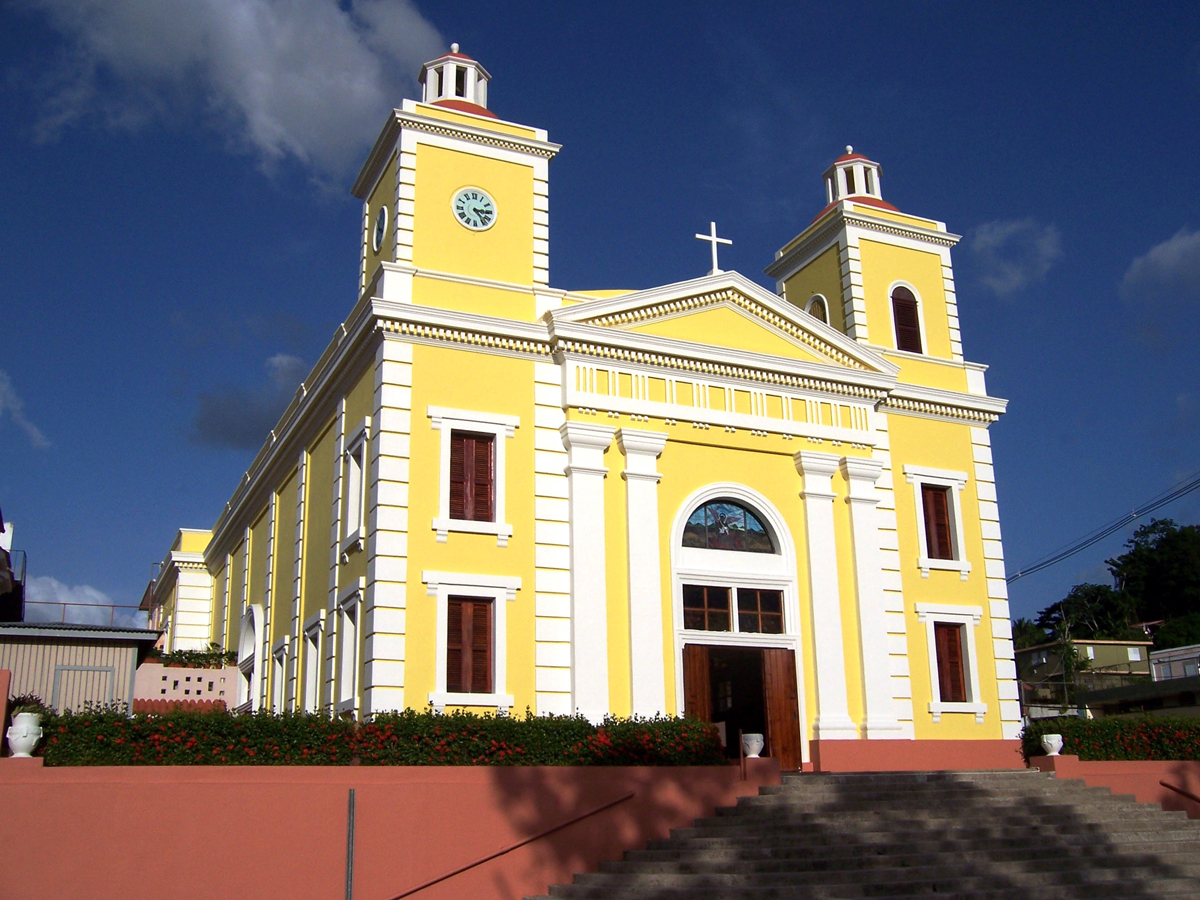

烏圖阿多（西班牙語：Utuado）是波多黎各的城鎮，位於該島中部，始建於1739年10月12日，面積298平方公里，海拔高度154米，主要經濟活動是農業，2010年人口33,149，人口密度每平方公里110人。

## 外部連結
- Utuado and its barrios, United States Census Bureau
- History of Utuado and Old Archival Photos （页面存档备份，存于）